# Liste der Dominikanerklöster
Ein Dominikanerkloster ist eine Niederlassung des Dominikaner- oder Predigerordens (Ordo Praedicatorum). Wegen der Farbe des Ordenshabits (schwarzer Mantel über weißem Habit) wurden die Klöster gelegentlich auch „Schwarzes Kloster“ genannt.
Klöster mit sechs (früher zwölf) oder mehr Ordensleuten bilden einen Konvent unter Leitung eines Priors, der auf drei Jahre gewählt und vom nächsthöheren Oberen, dem Provinzial, bestätigt wird. Im Mittelalter hatte ein Konvent auch einen Lektor. Kleinere Niederlassungen werden „Domus“ (Haus) genannt. Die Konvente und Häuser sind zu Provinzen zusammengeschlossen, heute insgesamt 42.
Die Liste enthält ehemalige und bestehende Klöster des Ordens.

## Deutschland
| - Aachen, Dominikanerkloster Aachen und Klosterkirche St. Paul (1293–1802) - Kloster Altenhohenau (1235–1270, Dominikanerinnen 1235–1803/22, seit 1926) - Augsburg, Kloster Heilig Kreuz (seit 1931/1936, 1167–1803 Augustiner-Chorherren) - Augsburg, Predigerkloster St. Magdalena (1225–1807) 2. Dominikaner-Kloster in Deutschland - Kloster Bamberg (1304/10–1806, heute städtisch genutzt) - Barby (1332–1540) - Berlin-Moabit, Dominikanerkloster St. Paulus (1867–1875, seit 1889) - Berlin, Domus M. D. Chenu (seit 2000 bestehend), philosophisch-theologisches Forschungszentrum - Brandenburg an der Havel, Kloster St. Pauli (1286–1560, danach evangelische Kirche, Klosteranlage 2008 restauriert, Archäologisches Museum) - Bonn, Haus Giersberg (bestehend) - Braunschweig, Paulinerkloster (1310–1536) - Braunschweig, St. Albertus Magnus (1951, bestehend) - Bremen, St.-Katharinen-Kloster (1225–1528) - Bremen, St. Hedwig (1966–1988) - Cölln (heute Berlin), Dominikanerkloster (vor 1297–1535, aufgehoben, abgebrochen) - Dortmund, Propsteikirche St. Johannes Baptist (1309–1816) - Düsseldorf, Dominikanerkloster (1860–1972), erster Konvent nach der Säkularisation - Düsseldorf, Dominikanerkonvent St. Josef an St. Andreas (seit 1972/73 bestehend) - Dominikanerkloster Eichstätt (1274/5-1806) - Eisenach, Predigerkloster (1236–1525) - Erfurt, Predigerkirche (1228/9-1590) - Esslingen, St. Paul (1232–1531/64) - Frankfurt am Main, Dominikanerkloster (1233–1803, heute nach Wiederaufbau evangelischer Regionalverband) - Freiberg/Sachsen (1236–1539) - Freiburg im Breisgau, Dominikanerkloster (1230 bis 1790/1804, aufgehoben, abgebrochen) - Freiburg im Breisgau, Dominikanerkloster St. Albert (Freiburg im Breisgau) (1934, bestehend) - Freiburg im Breisgau, St. Martin (Freiburg-Altstadt) (2012-bestehend) - Gelsenkirchen (bestehend ?) - Göttingen, Paulinerkirche (1294–1530) - Goslar (? - ?) - Greifswald, Dominikanerkloster (1254–1564) - Grieth (Kalkar) (1640- ? ) - Gronau, St. Joseph (1680–1812/15) - Kloster St. Katharinen (Halberstadt) (1224–1810) - Halle (Saale), Hl. Kreuz/Dom (1271–1520), danach Kollegiatstift - Hamburg, Dominikanerkloster St. Johannis (1236–1529, 1962-bestehend), Neugründung an St. Sophien - Heidelberg (1476–1551, 1623–1633 und 1707–1801) - Hildesheim, St. Paulus (1233–vor 1546) - Husum (vor 1466-nach 1506) - Jena St. Paul (1286–1525/48) - Kalkar (1455–1802) - Kirchheim in Schwaben (1601–1807/8) - Klausen (Eifel), Domus St. Katharina von Siena (15. August 2008, bestehend) - Koblenz, Dominikanerkloster (1231–1800/3) - Köln, Dominikanerkloster (1221–1799), erstes Dominikanerkloster in Deutschland - Köln, Kloster Heilig Kreuz (Lindenstraße) (1898, bestehend) - Köln, St. Andreas (1947, bestehend) - Konstanz, Kloster auf der Dominikanerinsel (1236–1527 und 1549–1785) - Lambrecht (Pfalz) (1277–1287) - Dominikanerkloster Landshut (1271–1800, heute Regierung von Niederbayern) - Lauingen (1644–1656) - Leipzig, Dominikanerkloster St. Pauli (1229–1539) - Leipzig, Dominikanerkloster St. Albert (1929, bestehend) - Leutenberg (1395–1533) - Luckau (1291–1555) - Lübeck, Burgkloster (1227–1531) - Magdeburg, Paulinerkloster (1224–1561) | - Kloster Sankt Paul (Mainz) (1234/7-1789) - Mainz, St. Bonifaz (1993, bestehend) - Marburg, Predigerkloster (1291–1527) - Marienheide, Wallfahrtskirche St. Mariä Heimsuchung (Marienheide) (1420–1836) - Meersburg, Hl. Kreuz (1309–1806) - Meldorf Marienau (1380–1540) - Mergentheim, heute Bad Mergentheim, Dominikanerkloster Mergentheim (um 1270–1805/9) - Minden, Kloster St. Pauli (1231/6-1530) - Mühlhausen/Thüringen, St. Peter und Paul (1293–1542) - München, Theatinerkirche/St. Kajetan (1932, bestehend) - München, St. Katharina (1990–2012) - München, St. Albert (1932, bestehend ?) - Münster, St. Josef (1346–1811) - Neuruppin (1246–1541) - Kloster Norden (1264–1530) - Nordhausen, Predigerkloster (1286–1534) - Nürnberg, Dominikanerkloster (~1275–1543, abgebrochen) - Kloster Obermedlingen (1651–1804, vorher Dominikanerinnen (1260–1555), danach Oblaten (1923–1987), Prämonstratenser (1987–1996), seit 1996 Marianer) - Oestringfelde (1350-nach 1575) vorher Kollegiatstift/Chorherren (Dominikanerinnen?) - Osnabrück, Dominikanerkloster Hl. Kreuz (1283–1803) - Pasewalk, Kloster St. Peter und Paul (1272/7-1535) - Pforzheim, Kloster St. Stephan (vor 1279–1555/66 und 1631–1649) - Pirna, St. Heinrich (1300–1539) - Kloster Plauen (1266–1525) - Prenzlau, Dominikanerkloster (1275–1543) - Regensburg, St. Blasius (1229–1806) - Regensburg, Dominikanisches Zentrum (2001 – bestehend) - Rieneck, Kloster Einsiedel (1410–Reformation) - Röbel, Dominikanerkloster (1285/87–1543/1558) - Rostock, Johanniskloster (1256–1534) - Rothenburg ob der Tauber (1255–1554) - Rottweil, Dominikanerkloster (1266–1802) - Salzwedel-Neustadt, Domus fratrum maiorum (Terminei des Konvents in Seehausen) (1336?/1362–1537, an den Stadtrat verkauft) - Schwäbisch Gmünd, Dominikanerkonvent („Prediger“) (1294–1802), heute Kulturzentrum der Stadt Schwäbisch Gmünd und städtisches Museum - Schleswig, St. Maria Magdalena (1235–1528) - Schwerin (1236–Reformation) - Seehausen (Altmark), St. Cyriakus (1253–1531) - Soest, „Schwarzes Kloster“ (1228/32–1812) - Spandau, Dominikanerkloster?, evtl. Terminei von Cölln (1230–1536) - Speyer, Kloster St. Petrus und Paulus (1262–1802) - St. Ilgen, Dominikanerkloster (1476–1685 und 1703–1803/5) - Stralsund, Katharinenkloster (1251–1525), heute Meeresmuseum und Kulturhistorisches Museum, - Strausberg (1254 - ?) - Stuttgart, Dominikanerkloster (1471–1536), heute Hospitalkirche (Stuttgart) (erstes und einziges Kloster in Stuttgart vor der Reformation) - Tangermünde, Allerheiligenkirche (1438–1540) - Treysa (vor 1287–1527), Klosterkirche zur Hl. Maria ist heute Evangelische Stadtkirche - Trier, Dominikanerkloster (1223–1802) - Trier, Neugründung (? bis 2007) - Ulm, Dominikanerkloster (1281–1531) - Vechta, Dominikanerkonvent St. Maria mit Kolleg St. Thomas (1910, bestehend) - Bornheim-Walberberg, Dominikanerkloster St. Albert (1925–2007) - Warburg, Dominikanerkloster mit Gymnasium Marianum (1281–1810/24, 1892–1993), seit 1996 syrisch-orthodoxes Kloster - Wesel, Dominikanerkloster (1291–1807) - Wetzlar ( ? - ? ) - Bad Wimpfen, Dominikanerkloster (ca. 1265–1818) - Wismar, Schwarzes Kloster St. Peter und Paul (1293–1564, aufgehoben, abgebrochen) - Worms, Dominikanerkloster (1226–1802) - Worms, Dominikanerkloster St. Paulus (1929–2024) - Würzburg „Predigerkloster“ St. Paulus (1227–1804) |

## Estland
- Tallinn, St.-Katharinen-Kloster (1246–1525)

## Frankreich
- Aix-en-Provence, Dominikanerkloster (? – ?)
- Avignon, Dominikanerkloster (vor 1240–ca. 1790)
- Colmar, Dominikanerkloster (1277–?)
- Corbara (Korsika), Kloster Corbara (1861–1992)
- Paris, Jakobinerkloster (Rue Saint-Jacques) (1217–1790)
- Paris, Dominikanerkloster (Rue Saint-Honoré) (1613–1789)
- Paris, Noviziat (Rue du Bac) (1631–1790)
- Saint-Maximin-la-Sainte-Baume, Dominikanerkloster Saint-Maximin-la-Sainte-Baume (1295–1791, 1859–1957)
- Toulouse, Dominikanerkloster (1215–ca. 1790), Gründung durch Dominikus, erstes Kloster der Dominikaner
- Éveux, Konvent Sainte-Marie de la Tourette (nach 1945–vor 1970), 1956 Klosterbau durch den Architekten Le Corbusier

## Italien
- Bozen, Dominikanerkloster (1272–1784)
- Fiesole, Dominikanerkloster (1406–)
- Rom, Konvent Santa Sabina (seit 13. Jahrhundert bestehend), Sitz der Ordensleitung

## Österreich
- Friesach, Dominikanerkloster (1216–1797, 1889–2015)
- Graz, Dominikanerkloster (1465–1585), zunächst mit Corporis-Christi-Kapelle, zur Kirche Hl. Blut erweitert, ab 1585 Stadtpfarrkirche, daher Verlegung des Klosters in die Murvorstadt
- Graz, Dominikanerkloster in der Murvorstadt (1586–1783), Neubau der St.-Andrä-Kirche
- Graz, Dominikanerkloster an St. Anna (1807–1832, 1876–2012, vorher Augustiner, 1832–1848 Jesuiten), 1. November 1944 Zerstörung der St.-Anna-Kirche durch Bombenabwurf, ab 1962 Neubau der Fatimakirche zum Unbefleckten Herzen Mariens (Münzgrabenkirche)
- Leoben, Dominikanerkloster (1280–1811)
- Krems (aufgehoben)
- Münzbach, Dominikanerkloster (1661–1784)
- Retz (1279, bestehend ?, zuletzt Dominikaner der slowakischen Vizeprovinz)
- Wien, Dominikanerkloster (1226–bestehend)

## Polen
- Breslau, Dominikanerkloster (14. Jahrhundert–1810)
- Dominikanerkloster Brieg (1336 bis 1530er Jahre)
- Dominikanerkloster Bunzlau (vor 1260 bis 1545, 1660 bis 1810)
- Dominikanerkloster Crossen (vor 1285 bis 1544, Gebäude abgerissen)
- Dominikanerkloster Frankenstein (1302 erster Nachweis, 1542 aufgelöst, 1629 wiederbelebt, 1810 säkularisiert)
- Dominikanerkloster Kulm (13.–19. Jh.)
- Dominikanerkloster Liegnitz (1270/77 bis 1534)
- Dominikanerkloster Löwen (vor 1285 (1278/80?) entstanden, 1530er Jahre (1537?) aufgelöst)
- Sandomierz, Dominikanerkloster (1226–1260?)
- Soldin, Neumark (Westpommern) (1275–16. Jahrhundert)

## Portugal
- Amarante, Kloster São Gonçalo (1540–?)
- Batalha, Dominikanerkloster (1388–18./19. Jahrhundert)

## Schweden
- Åhus, Dominikanerkloster (1243–16. Jahrhundert)

## Schweiz
- Ascona, Dominikanerkonvent (Provinz Lombardia superior, 16. Jahrhundert)[6]
- Basel, Dominikanerkloster (1233–1529)
- Bern, Dominikanerkloster (1269–vor 1534)
- Chur, Dominikanerkloster St. Nicolai (vor 1277/80–1539)
- Coppet, Dominikanerkloster (1490–?)
- Freiburg, Couvent Saint-Hyacinthe (Dominikanische Studiengemeinschaft, seit 1921 bestehend)
- Freiburg, Albertinum (Konvent und Studentenkonvikt, seit 1890)
- Genf, Couvent Saint-Dominique (1263–Reformation, 1951 in Annemasse als Domus wiedergegründet, 1953 Konvent, 1962 nmach Genf überführt, bestehend)
- Lausanne, Dominikanerkonvent (1234–?)
- Lausanne, Mission catholique de langue espagnole du canton de Vaud (Spanische Provinz), (?–bestehend)
- Lugano, Casa Beato Pier Giorgio Frassati (1999–?)
- Luzern, Konvent des seligen Heinrich Seuse (1941–?)
- Zürich, Predigerkloster (1231–1524)
- Zürich, Haus zum Heiligen Augustinus (?–?)
- Zürich, Dominikanergemeinschaft (1959–?, seit 1990 bestehend)

## Spanien
- Almagro, Dominikanerkloster mit Kolleg (1903–?, vorher Calatraver und Zisterzienserinnen)
- Las Caldas, Santuario de Nuestra Señora de Las Caldas
- Corias (Asturien), Kloster San Juan Bautista (ab 1860)
- Salamanca, Dominikanerkloster San Esteban (seit 1255)
- El Cabaco bei Salamanca, Santuario de Nuestra Señora de la Peña de Francia
- Santa María la Real de Nieva, Provinz Segovia, Nuestra Señora de la Soterraña (1399–1837)
- Valladolid, Colegio de San Gregorio (Ende 15. bis 19. Jh.)

## Tschechien
- Tachau, Dominikanerkloster (1331–1616)
- Znaim, Dominikanerkloster (vor 1243–1950, seit 1989 wieder bestehend)

## Ungarn
- Vérteskeresztúr bei Székesfehérvár/Stuhlweißenburg, Dominikanerkloster (1478–?, vorher Zisterzienser (1214–14. Jahrhundert), Benediktiner (14. Jahrhundert–1478))